# Wójtówka (gmina Waganiec)
Wójtówka – wieś w Polsce, położona w województwie kujawsko-pomorskim, w powiecie aleksandrowskim, w gminie Waganiec.
W latach 1975–1998 miejscowość należała administracyjnie do województwa włocławskiego.
Wieś sołecka – zobacz jednostki pomocnicze gminy Waganiec w BIP.

## Demografia
| 2009   | 2009    | 2009      | 2011   | 2011    | 2011      |
| ------ | ------- | --------- | ------ | ------- | --------- |
| ogółem | kobiety | mężczyźni | ogółem | kobiety | mężczyźni |
| 383    | 186     | 197       | 375    | 186     | 189       |